# Tethyaster tangaroae
Tethyaster tangaroae är en sjöstjärneart som beskrevs av Ross Robert Mackerras Rowe 1989. Tethyaster tangaroae ingår i släktet Tethyaster och familjen kamsjöstjärnor. Inga underarter finns listade i Catalogue of Life.